# 五龙街道 (金沙县)
五龙街道，是中华人民共和国贵州省毕节市金沙县下辖的一个街道办事处。
2013年6月24日，贵州省人民政府批复同意金沙县部分乡镇行政区划调整，以原龙坝乡4个村及原城关镇五星村、外寨村、古楼村、幸福村地域为五龙街道行政区域，街道办事处驻五关村。

## 行政区划
五龙街道下辖以下地区：
古楼村、幸福村、五星村、外寨村、官田坝村、小里村、金云村和五关村。